# Parodia religii
Parodia religii – zjawisko kulturowe polegające na działaniach i publikacjach imitujących istniejącą religię. Parodie religii są często wyrazem protestu wobec nadmiernego, zdaniem ich twórców, wpływu religii na przestrzeń publiczną, zwłaszcza naukę i szkolnictwo (Latający Potwór Spaghetti, Niewidzialny Różowy Jednorożec), ale mogą też być działaniem artystycznym bez jawnych intencji politycznych (Haruhizm). Zjawiskami mającymi cechy zarówno parodii religii, jak i religii właściwej są dyskordianizm i Kościół SubGeniuszu.
Formę parodii religii przyjmują czasem także ruchy fanowskie, czego przykładami są Kościół Emacsa czy Iglesia Maradoniana.